# Ordre de la Libération
Ordre de la Libération (česky Řád osvobození) je francouzské vyznamenání. Založil ho velitel Forces françaises libres a pozdější francouzský prezident generál Charles de Gaulle dne 16. listopadu 1940 v Brazzaville. Byl určen k vyznamenání jednotlivcům i institucím, které se mimořádně zasloužily za osvobození Francie a jejích kolonií během druhé světové války. Nositelé řádu se nazývají compagnon de la Libération. Řád se skládá jen z jedné třídy, a mezi francouzskými státními vyznamenáními zaujímá co do významnosti druhé pořadí, po Řádu Čestné legie, následován je Médaille militaire.

## Historie
Rada řádu (Conseil de l'Ordre de la Libération) má pět členů, kteří rozhodují o záležitostech týkajících se řádu. Prvním kancléřem se v roce 1941 stal Georges Thierry d’Argenlieu, který funkci zastával do roku 1958. Generál de Gaulle zastával funkci velmistra řádu, po jeho smrti nebyla funkce velmistra obsazena.
Dekretem z 23. ledna 1946 bylo udělování řádu zastaveno. Nicméně de Gaulle ve funkci velmistra učinil dvě výjimky, když řád propůjčil 18. června 1958 Winstonu Churchillovi a 2. dubna 1960 králi Jiřímu VI. (posmrtně).
Celkem bylo uděleno 1061 řádů, z nichž pět získala města Grenoble, Nantes, Paříž, Vassieux-en-Vercors a Île-de-Sein a 18 vojenské jednotky. 271 řádů bylo uděleno in memoriam. Vyznamenáno bylo celkem 60 cizinců 22 národností, mezi nimi i čtyři občané Československa: Josef Ryšavý (vyznamenán 9. září 1942), Bohumil Vazač (7. března 1945), Otto Wagner (7. března 1945) a Viktor Perner (16. října 1945).
Nejmladším vyznamenaným byl Mathurin Henrio, který zemřel ve věku 14 let. Řád rovněž obdrželo šest žen, z nich čtyři in memoriam.
Dne 4. května 2011 po smrti Rudolfa Eggse ve věku 96 let bylo žijících 35 compagnons de la Libération.

## Řádová dekorace
Řád je vyroben z bronzu a tvoří ho čtvercová deska, na které leží kolmo dolů meč. Rukojeť a špička meče přesahují přes desku. Na pochvě leží černý lotrinský (patriarší) kříž. Na zadní straně je místo kříže čtyřřádkový latinský nápis PATRIAM SERVANDO - VICTORIAM TULIT (Službou vlasti napomáhá vítězství).
Řád se nosí na levé straně hrudi na světle zelené stuze se čtyřmi svislými černými pruhy - po okrajích dva širší, uprostřed dva tenčí. Zelená barva symbolizuje naději a černá smutek.